# Neomyia currani
Neomyia currani är en tvåvingeart som först beskrevs av Adrian C. Pont 1980.  Neomyia currani ingår i släktet Neomyia och familjen husflugor. Inga underarter finns listade i Catalogue of Life.